# Ксаверув (гмина)
Ксаверув (пол. Ksawerów) — сельская гмина (волость) в Польше, входит как административная единица в Пабяницкий повет, Лодзинское воеводство. Население — 7128 человек (на 2004 год).

## Соседние гмины
1. Лодзь
2. Пабьянице
3. Гмина Жгув